# Gian Marco Ferrari
Gian Marco Ferrari (Parma, Provincia de Parma, Italia, 15 de mayo de 1992) es un futbolista Italiano que juega de defensa en el U. S. Sassuolo de la Serie A.

## Selección nacional
El 28 de mayo de 2021 debutó con la selección absoluta de Italia en un amistoso ante San Marino en el que anotó uno de los siete goles del triunfo italiano.

## Estadísticas

### Clubes
Actualizado al último partido disputado el 28 de febrero de 2024.
| Club                       | Div.          | Temporada     | Liga  | Liga  | Copas nacionales | Copas nacionales | Copas internacionales | Copas internacionales | Total | Total |
| Club                       | Div.          | Temporada     | Part. | Goles | Part.            | Goles            | Part.                 | Goles                 | Part. | Goles |
| -------------------------- | ------------- | ------------- | ----- | ----- | ---------------- | ---------------- | --------------------- | --------------------- | ----- | ----- |
| A. C. Renate · Italia      | 4.ª           | 2011-12       | 15    | 0     | —                | —                | —                     | —                     | 15    | 0     |
| A. C. Renate · Italia      | 4.ª           | 2012-13       | 16    | 1     | —                | —                | —                     | —                     | 16    | 1     |
| A. C. Renate · Italia      | Total club    | Total club    | 31    | 1     | 0                | 0                | 0                     | 0                     | 31    | 1     |
| A. S. Gubbio 1910 · Italia | 3.ª           | 2013-14       | 30    | 2     | —                | —                | —                     | —                     | 30    | 2     |
| A. S. Gubbio 1910 · Italia | Total club    | Total club    | 30    | 2     | 0                | 0                | 0                     | 0                     | 30    | 2     |
| F. C. Crotone · Italia     | 2.ª           | 2014-15       | 32    | 0     | 1                | 0                | —                     | —                     | 33    | 0     |
| F. C. Crotone · Italia     | 2.ª           | 2015-16       | 41    | 1     | 2                | 0                | —                     | —                     | 43    | 1     |
| F. C. Crotone · Italia     | 1.ª           | 2016-17       | 37    | 3     | 0                | 0                | —                     | —                     | 37    | 3     |
| F. C. Crotone · Italia     | Total club    | Total club    | 110   | 4     | 3                | 0                | 0                     | 0                     | 113   | 4     |
| U. C. Sampdoria · Italia   | 1.ª           | 2017-18       | 30    | 2     | 1                | 0                | —                     | —                     | 31    | 2     |
| U. C. Sampdoria · Italia   | Total club    | Total club    | 30    | 2     | 1                | 0                | 0                     | 0                     | 31    | 2     |
| U. S. Sassuolo · Italia    | 1.ª           | 2018-19       | 31    | 4     | 1                | 0                | —                     | —                     | 32    | 4     |
| U. S. Sassuolo · Italia    | 1.ª           | 2019-20       | 23    | 0     | 1                | 0                | —                     | —                     | 24    | 0     |
| U. S. Sassuolo · Italia    | 1.ª           | 2020-21       | 34    | 0     | 0                | 0                | —                     | —                     | 34    | 0     |
| U. S. Sassuolo · Italia    | 1.ª           | 2021-22       | 35    | 1     | 2                | 0                | —                     | —                     | 37    | 1     |
| U. S. Sassuolo · Italia    | 1.ª           | 2022-23       | 33    | 1     | 1                | 0                | —                     | —                     | 34    | 1     |
| U. S. Sassuolo · Italia    | 1.ª           | 2023-24       | 19    | 1     | 1                | 0                | —                     | —                     | 20    | 1     |
| U. S. Sassuolo · Italia    | Total club    | Total club    | 175   | 7     | 6                | 0                | 0                     | 0                     | 181   | 7     |
| Total carrera              | Total carrera | Total carrera | 376   | 16    | 10               | 0                | 0                     | 0                     | 386   | 16    |